# Robert MacLeod Hodgson
Robert MacLeod Hodgson (25 de febrero de 1874-18 de octubre de 1956) fue un diplomático y cónsul británico .

## Biografía
Nacido en West Bromwich, Staffordshire, era hijo del reverendo Robert Hodgson, fundador del club de fútbol West Bromwich Albion FC. Fue educado en el Radley College, cerca de  Abingdon en Oxfordshire, desde 1887 hasta 1893, donde fue prefecto, y en el Trinity College, donde fue capitán del equipo de hockey de la Universidad de Oxford y finalmente se graduó en 1897.
Se incorporó al Servicio Consular, trabajando en el consulado de Argel de 1901 a 1904 y destinado como vicecónsul a Marsella en 1904. En 1906, fue nombrado agente comercial en Vladivostok, ostentando el rango de vicecónsul dos años más tarde y cónsul en 1911. Permaneció en Vladivostok hasta 1919, en que fue trasladado a Omsk para actuar como alto comisionado para el gobierno antibolchevique del Movimiento Blanco.
En noviembre de 1919, fue destinado como consejero comercial a Moscú. Se casó con una mujer rusa, Olga Bellavina, en 1920 y fue nombrado compañero de la Orden de San Miguel y San Jorge (CMG) en los Honores de Año Nuevo de 1920. Ascendió a Encargado de Negocios en 1924 tras el reconocimiento oficial británico del gobierno comunista, pero fue llamado de vuelta a Gran Bretaña con el resto de la misión diplomática británica en 1927. Había sido nombrado caballero de la Orden del Imperio Británico (KBE) en 1925.
En 1928, fue enviado como ministro plenipotenciario a Albania. Se retiró en agosto de 1936, pero en diciembre de 1937 regresó al Foreign Office como agente de enlace del gobierno británico con el gobierno de Burgos del general Franco en España. En diciembre de 1939, fue nombrado Encargado de Negocios pero, sorprendentemente, no fue nombrado embajador en España cuando se establecieron relaciones diplomáticas plenas en abril de 1939, tal vez porque su esposa había nacido en Rusia. Sir Samuel Hoare fue nombrado embajador en su lugar. 
Retirado una vez más de sus actividades, Hodgson fue nombrado caballero comendador de la Orden de San Miguel y San Jorge (KCMG).
De 1943 a 1945, fue presidente del consejo de la Escuela de Estudios Eslavos y de Europa del Este, y entre 1944 y 1945 fue asesor del Foreign Office sobre la censura.
El 9 de octubre de 1956, Hodgson tropezó con el bordillo, cayendo al suelo, al cruzar Sloane Street en el barrio de Chelsea (Londres), fracturándose el fémur. Esto le llevó a contraer una neumonía y falleció en el hospital nueve días después.
Es interesante señalar que fue autor de la obra Spain Resurgent (London, Hutchinson, 1953), donde narra sus experiencias en España durante la guerra civil y se muestra partidario del bando sublevado encabezado por Franco.[cita requerida]